# Можеєвський Євгеній Іванович
Євгеній Іванович Можеєвський (рос. Евгений Можеевский; 24 серпня 1939 — після 2015) — російський музикант, педагог, теоретик естрадно-духової музики. Засновник школи сучасного естрадного окрестрування у Сумах, один із лідерів неформального молодіжного середовища на Сумщині 1960-их років.

## Біографія
Закінчив Магнітогорське музичне училище та Ленінградську консерваторію. На початку 1960 років — артист естрадного оркестру Ленінградського окружного Будинку офіцерів, оркестру Театру опери та балету. Дружина — Ельза Можеєвська, піаністка-концертмейстер.
Наприкінці 1960 років, за нез'ясованих причин, залишив РФ та емігрував до України, де влаштовується викладачем Сумського музичного училища імені Бортнянського. Засновує оркестрову школу-студію, яка перетворюється на центр неформального музичного життя у місті Суми, де грають джаз та твори західних виконавців. Завдяки богемній зовнішності та немалій творчій свободі, незвичному для закритого обласного міста, стає одним із лідерів молодіжного середовища Сум, виховує низку талановитих музикантів духових інструментів, зокрема відомого сумського тромбоніста В'ячеслава Наливайка, які, у свою чергу, створили сучасні школи духового естрадного оркестрування Сумського музучилища.
1973 року повертається до РФ, де веде спецклас духових інструментів у Челябінському музичному училищі, а з 1999 року — завідувач катедри оркестрових інструментів. Створив у східному Башкортостані популярний естрадний оркестр, широку мережу майстер-класів для викладачів музичних шкіл краю. Серед учнів — А. Калінін, С. Ремезов, С. Ектов.
Член міжнародної Гільдії сурмачів штату Флорида. Автор понад 15 науково-методичних робіт.
Має почесну грамоту міністерства культури України. Член журі федеральних та обласних музичних конкурсів РФ.